# Кузнецова Клавдія Степанівна
Клавдія Степанівна Кузнецова (7 січня 1916, тепер Російська Федерація — 1998, місто Москва) — радянська профспілкова діячка, секретар ВЦРПС. Кандидат у члени ЦК КПРС у 1952—1956 роках. Депутат Верховної Ради СРСР 3-го скликання.

## Життєпис
Освіта вища. Член ВКП(б) з 1939 року.
У 1940—1949 роках — на викладацькій роботі у вищих навчальних закладах.
До травня 1949 року — голова ЦК профспілки працівників вищої школи і наукових установ СРСР.
30 квітня 1949 — 7 червня 1954 року — секретар Всесоюзної центральної ради професійних спілок (ВЦРПС).
Потім — персональний пенсіонер у Москві.
Померла 1998 року. Похована в Москві на Кунцевському цвинтарі.

## Нагороди і звання
- орден «Знак Пошани»
- ордени
- медалі